# Manuel Pessanha

Assinatura de Manuel Pessanha

Micer Manuel Passanha ou Pessanha (em italiano Emanuele Passagno, Pessagno, Pezagno ou Pizagno, nome que depois aportuguesou) (Génova, c. 1280/c. 1290 – ?) foi um navegador e Almirante Genovês do século XIII ao serviço de Portugal.

## Biografia

### Reinado de D. Dinis de Portugal

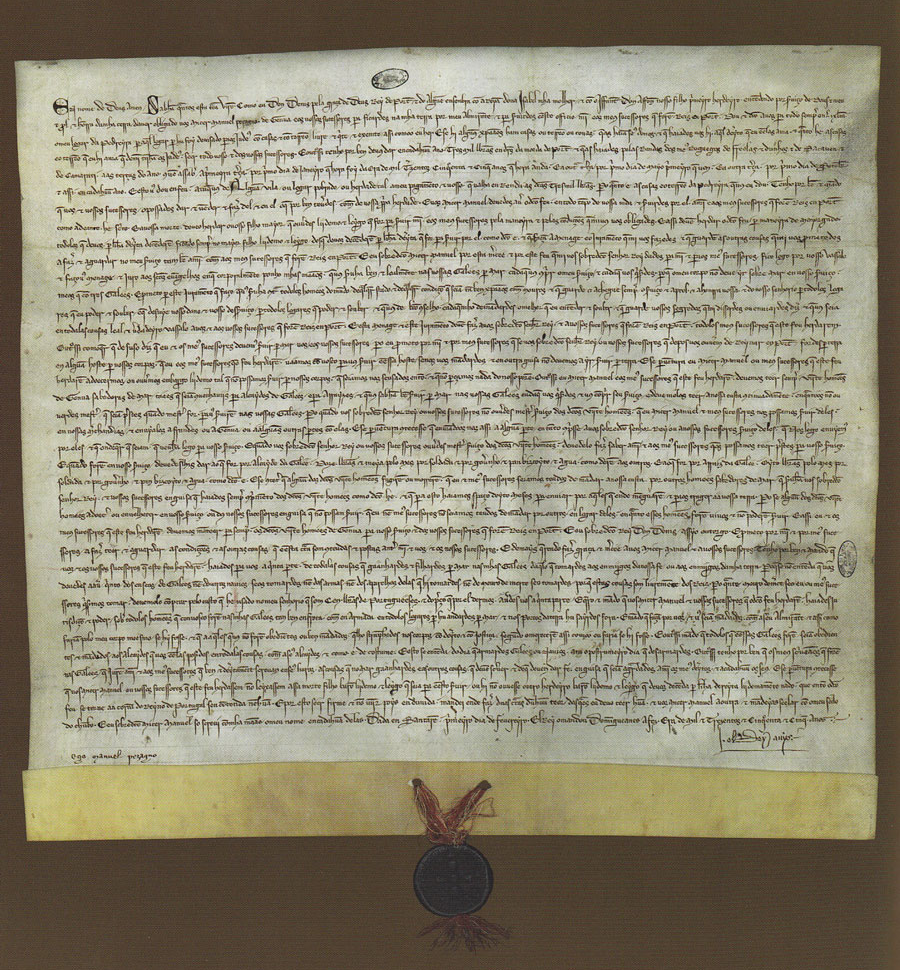
Contrato de Vassalagem, celebrado entre o Rei D. Dinis e Manuel Pessanha, datado de 1 de Fevereiro de 1317.

Filho de Micer Simone Passagno, Pessagno, Pezagno ou Pizagno, Senhor do Castelo di Passagno ou di Pessagno, homem honrado que entrou ao serviço de Portugal, no tempo do rei D. Dinis de Portugal, que este contratou para dirigir tanto as construções navais como toda a navegação portuguesa, na paz como na guerra, tendo-o encarregado de reorganizar a ainda incipiente Armada Portuguesa. Conferiu-lhe por Carta de 1 de Fevereiro de 1317 o título de Almirante-Mor, tendo sido o 1.º Almirante do Reino de Portugal, sucedendo a Nuno Fernandes Cogominho, nomeado em 1307 para esse cargo então criado pelo Soberano e que não é habitualmente contabilizado, que se viria a tornar hereditário na sua família (salvo uma excepção) até à Crise de 1383-85, passando depois, por via feminina, para a Casa de Vila Real, chefiada por D. Pedro de Menezes, e submeteu à sua autoridade, como se fosse a do próprio Rei, todas as galés e os serviços e tripulações delas, que deveria ter sempre apetrechadas para a guerra. Devia trazer consigo vinte compatriotas, que receberam os graus de Alcaides das Galés e Arrais. O Soberano doou-lhe, ainda, importantes bens de raiz, casas no sítio da Pedreira, em que avultava um bairro inteiro coutado, em Lisboa, entre a actual Calçada da Glória, o Rossio e o Chiado, e que, durante muito tempo, teve a denominação de Bairro do Almirante, as quais foram depois dos Condes, Marqueses e Duques de Vila Real. Juntavam-se a estas doações o privilégio da quinta parte das presas que fizesse em tempo de guerra. Recebeu, ainda, em mercê grandes quantias de dinheiro, uma tença anual de 3.000 libras, repartidas por três prestações de igual valor a vencerem nos meses de Janeiro, Maio e Setembro, e oriundas das rendas do Reguengo de Sacavém (que incluía também os de Unhos, de Frielas e de Camarate), sendo equiparado a 14 de Abril de 1319 a Alcaide de Lisboa, e, mais tarde, a partir de 23 ou 24 de Setembro de 1319, doação do de Algés e ainda do Castelo e da Vila de Odemira). Este contrato viria a ser sucessivamente confirmado na sua pessoa por Cartas de Mercê de 10 e de 23 de Fevereiro de 1317, de 14 de Abril de 1321 e de 21 de Abril de 1327. A 13 de Junho de 1322 concede-lhe D. Dinis um aumento de 1.000 libras anuais. Em 1317 ou, segundo se julga, já durante o reinado de D. Afonso IV, Pessanha comandou pessoalmente os navios portugueses que atingiram as Canárias, a Madeira e os Açores e ganharam, assim, direito a que se considerem precursores dos Descobrimentos dos respectivos arquipélagos. Foi igualmente responsável pela elaboração dos primeiros registos cartográficos destas ilhas que, posteriormente foram re-descobertas por João Gonçalves Zarco e Tristão Vaz Teixeira.

### Reinado de D. Afonso IV de Portugal
Manuel Pessanha exerceu considerável influência no desenvolvimento da Marinha Portuguesa e continuou a servir no reinado de D. Afonso IV de Portugal. Neste reinado, sabe-se que foi a Inglaterra, na companhia de Mestre Rodrigo Domingues, e ambos foram bem acolhidos pelo Rei Eduardo II de Inglaterra, que lhes deu depois um salvo-conduto para impedir que fossem molestados. No reinado de D. Afonso IV, a acção de Manuel Pessanha, que se deve à grande visão política do antecessor, D. Dinis, fez-se sentir na formação do poderio naval português, revelado na assistência prestada pela Esquadra Portuguesa a Castela e a Aragão, no começo da preparação do primeiro ciclo dos Descobrimentos Portugueses e na concessão, feita pelo Papa Bento XII, da décima parte, durante dois anos, de todos os rendimentos eclesiásticos para a construção de navios que deveriam ser empregados em Cruzadas contra os Infiéis. Durante a Guerra movida por D. Afonso IV ao Rei D. Afonso XI de Castela, em 1336, em cujas batalhas navais participou, uma Esquadra Portuguesa, comandada por Gonçalo Camelo, assolou as costas Andaluzas, embora fosse, depois, repelida para o largo, ao mesmo tempo que outra Esquadra, comandada pelo Almirante Pessanha, depois de bater toda a costa Galega, singrou para o Sul e foi desbaratada na Batalha por alturas do Cabo de São Vicente pela Esquadra Castelhana. Tal como acontecera a Gonçalo Camelo, o Almirante-Mor ficou prisioneiro dos Castelhanos e jamais perdoou ou esqueceu esta humilhação. Foi libertado em 1339. Todavia, Pessanha mostrou não ter esquecido a humilhação da sua derrota, quando D. Afonso IV, reconciliado com o Rei D. Afonso XI, auxiliou o Rei Castelhano por mar e por terra, na sua Guerra contra os Árabes, que ameaçavam, mais uma vez, a Península Ibérica. A Esquadra que comandava, aprontada para combater os navios árabes no Estreito de Gibraltar em auxílio à Batalha do Salado de 30 de Outubro de 1340, não passou de Cádis, por decisão do próprio Pessanha, que a comandava, combatendo ao largo daquela cidade, enquanto as embarcações dos Mouros bloqueavam Tarifa. Em 1341, participou num ataque a Ceuta, considerada um ninho de piratas Marroquinos que depredavam regularmente as costas do Reino do Algarve. A sua atitude neste confronto levou a que o Papa Bento XII o mencionasse elogiosamente numa Bula de Cruzada que expediu para o Rei Português.

### Reinado de D. Pedro I de Portugal
Ainda serviu no reinado de D. Pedro I de Portugal que, por ter firmado um Pacto de Aliança com o Rei de Castela, também D. Pedro I de Castela, teve de o socorrer com forças navais na Guerra que o Castelhano sustentava com o Rei de Aragão, D. Pedro IV de Aragão. No entanto, fixou o prazo de três meses para o regresso da Esquadra Portuguesa, maneira ardilosa de não cumprir o Tratado à letra, e Pessanha cumpriu a determinação real com um zelo que talvez denunciasse a sua retaliação antiga com Castela.

### Casamentos e descendência
Do seu primeiro casamento, com Genebra Pereira, filha de Gomes de Alpoim ou de Alpõe, conforme dizem, nasceram:
- Micer Carlos Pessanha, que também foi o 2.º Almirante-Mor do Reino de Portugal e o primeiro que ajudou o Almirante de Castela, em Batalha na qual foram afundadas 26 galés[1][2]
- Micer Bartolomeu Pessanha, que lhe sucedeu no Almirantado e foi o 3.º Almirante-Mor do Reino de Portugal e se casou com Leonor Gomes de Azevedo, documentada em 1329 e 1336, filha de Gonçalo Gomes de Azevedo (c. 1273 - d. 1355), Alferes do Rei D. Afonso IV, Cavaleiro Fidalgo, que em 1295 tinha como Alcaide-Mor o Castelo de Albuquerque pelo 1.º Conde de Barcelos, que em 1305 teve conflitos com D. Juan Núñez de Lara, etc, e de sua mulher Constança Rodrigues de Vasconcelos, Senhora da Honra e Torre de Vasconcellos e da Quintã e torre do Castro, ambas em Amares, com geração extinta[1][2]
- Leonor Gomes que, depois de viúva, foi Comendadeira da Ordem de Avis, no Mosteiro de Santos, em Lisboa, e instituiu um Vínculo que nomeou em seu sobrinho Gonçalo Vaz de Melo e sobre o qual houve contenda[1][2]

Do seu segundo casamento com Leonor Afonso Franchi ou Leonor Afonso da Franca (c. 1315 - ?), filha de Lanzerotto Mallocelo ou Lançarote da Franca (c. 1290 - Canárias, c. 1376), Alcaide-Mor de navio, comandante da expedição de D. Afonso IV e depois Almirante do Rei D. Fernando I, um dos Navegadores Genoveses experimentados vindo para Portugal com o marido de sua filha Micer Manuel Pessanha, no quadro do contrato estabelecido entre este e o Rei D. Dinis em 1317, Senhor das Ilhas de Gomeira e de Nossa Senhora da Franqua, ou ilhas Canárias, antes conhecidas pelas ilhas Afortunadas, que tomou em 1339, dando o nome a uma delas, Lanzarote, que descobriu em 1312, falecido com a idade de possivelmente 86 anos, houve:
- Micer Lançarote Pessanha (c. 1330 - 1384), Cavaleiro Fidalgo, que também sucedeu a seu irmão no ofício de 4.º Almirante-Mor do Reino de Portugal a 20 de Setembro de 1356, o qual lhe foi tirado duas vezes, uma por D. Pedro I e outra privado do cargo em 1376 por D. Fernando I de Portugal, que o concede a D. João Afonso Telo de Menezes, 6.º Conde de Barcelos e 5.º Almirante-Mor do Reino de Portugal, por não herdar de seu o valor com o cargo, no dizer de escritores antigos, e que viria a ser assassinado no Castelo de Beja durante a crise de 1383-85,[1][3] atirado da Torre por ter seguido as partes de Castela; o selo heráldico de Lançarote Pessanha, cujo escudo contém uma banda dentada carregada com três flores de lis, as armas dos Pessanha, surge num documento de 15 de Março de 1364 («+ S: ADMIR (... : LA)NSSA ROTE (: P)ISANHUM +»); recebeu-se com Catarina Vaz, da qual teve geração, que continuou o apelido e exerceu o cargo, e teve um filho bastardo de Aldonça Mateus, mulher casada:
  - Manuel Pessanha, 6.º Almirante-Mor do Reino de Portugal, solteiro e sem geração
  - Antão Pessanha, Escudeiro, morto na Batalha de Aljubarrota a 14 de Agosto de 1385, casado em Elvas com Maria de Abreu, com geração feminina
  - Simoa Pessanha ou Simoa da Franca (c. 1365 - ?), casada com Álvaro de Freitas, o qual a 21 de Maio de 1454 recebe vitaliciamente a quantia de 10.000 reais brancos e deles deve ser filho ou neto o Nuno de Freitas que a 9 de Setembro de 1497 teve mercê das saboarias de Loulé, e deste Nuno de Freitas, por sua vez, deve ser filho o Lançarote de Freitas que a 12 de Agosto de 1524 teve a mesma mercê
  - Carlos Pessanha (c. 1367 - ?), 7.º Almirante-Mor de Portugal confirmado por D. Afonso V de Portugal a 6 de Fevereiro de 1439 e ao qual 2 de Julho de 1441 D. Afonso V confirma todos os privilégios que foram dados e outorgados pelos Reis antecessores, casado com Isabel Pereira (c. 1385 - ?), com geração, e teve um filho bastardo de mãe desconhecida
  - Diogo Pessanha, legitimado por Carta Real de 16 de Setembro de 1404, solteiro e sem geração

### Armas
As Armas dos Passanha ou Pessanha em Portugal são: de prata, uma banda dentada de vermelho, carregada de três flores-de-lis do campo, postas no sentido na banda; timbre: uma asa de vermelho, carregada de três flores-de-lis de prata, em banda.